# Chaire (église)
Pour les articles homonymes, voir Chaire.

La chaire (du latin cathedra, « siège ») ou plus complètement la chaire de vérité ou chaire à prêcher, est à l'origine le siège d'un évêque dans son église principale (maintenant désigné sous le terme de cathèdre). Par extension la chaire désigne le mobilier d'église où se tient le prédicateur durant une assemblée liturgique. Elle est agencée de manière à accroître au mieux la visibilité et l’audibilité du prédicateur. 
La chaire symbolisant la fonction d'autorité et d'enseignement, le mot a plusieurs sens dérivés comme celui de chaire universitaire.

## Histoire

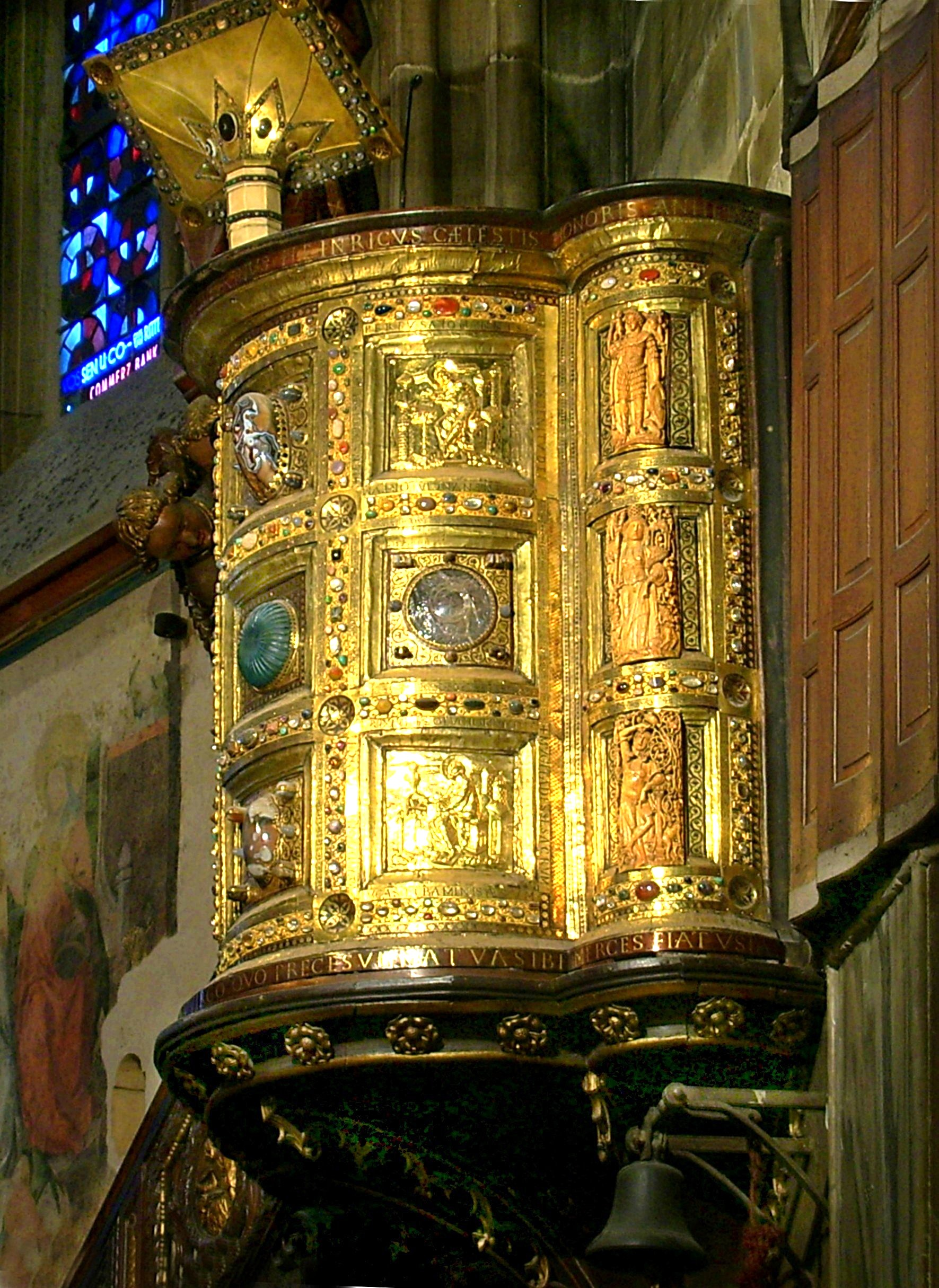
La chaire de Henri II (an 1014) de la cathédrale d'Aix-la-Chapelle.

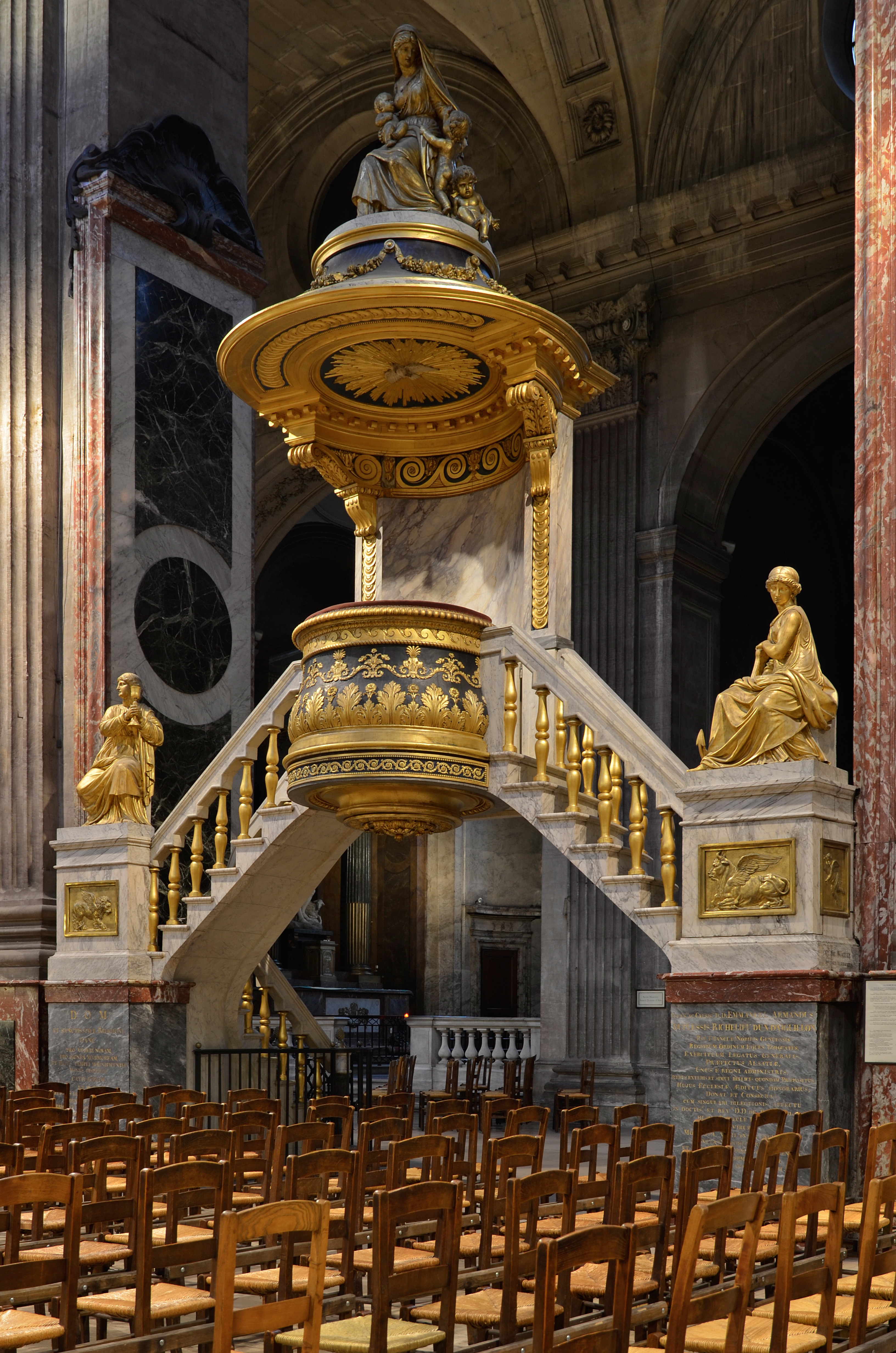
À Saint-Sulpice (Paris), la cuve de la chaire est soutenue par les seuls deux escaliers latéraux.

Dans les vieilles églises, la chaire est plutôt un pupitre disposé sur le côté droit du chœur pour la lecture de l'épître et sur le côté gauche pour celle de l'Évangile. À partir du XIIe siècle, un pupitre surélevé ou une estrade mobile sert à la prédication, faite en langue vulgaire dès le Moyen Âge. L'estrade est en bois, fermée sur trois côtés et recouverte sur le devant d'un tapis.
La réforme liturgique introduite par le concile de Trente (XVIe siècle) redonnant une grande place à la Parole de Dieu, l’architecture d’Église - tant dans l’immobilier que dans le mobilier - s’adapte pour mettre en évidence la lecture des textes sacrés et la rapprocher du peuple de Dieu par la prédication qui s’ensuivait, appelée homélie (ou plus communément sermon). C’est ainsi qu'à partir de l’époque baroque (XVIe siècle) des chaires de vérité, balcon surélevé auquel on accède par un petit escalier, dans les églises catholiques, sont placées dans les nefs, adossées à un pilier du côté gauche (et au milieu de l’assemblée) et leurs cuves surmontées d’un abat-voix, pour une meilleure audibilité. Au fil des temps, un art particulier des chaires de vérité baroques se développe et des chefs-d’œuvre monumentaux sont créés.
Depuis la réforme liturgique du concile Vatican II, introduisant des célébrations eucharistiques plus conviviales avec prédication plus personnelle les chaires de vérité ne sont que rarement utilisées et celles qui n'avaient pas de valeur patrimoniale ou artistique furent retirées des églises. En outre l'usage moderne des microphones et haut-parleurs facilite grandement l'audibilité, où que se trouve le célébrant ou le prédicateur. Le prêtre ne doit plus se rendre au centre de la nef (en « chaire ») pour donner son sermon.

## Éléments linguistiques
En tant que meuble, au Moyen Âge (XIIIe siècle), ce terme désigne un siège en bois à haut dossier et aux accotoirs pleins réservé au maître de maison. Elle est sans dais jusqu'au XVe siècle.
Jusqu'au XVIIe siècle, on utilisait indifféremment les mots « chaire » ou « chaise », la distinction entre les deux termes n'étant pas définitivement fixée à cette époque. Il semblerait que le langage précieux de cette époque refusait les consonnes « dures », considérées comme trop vulgaires.
La Chaire de saint Pierre est une relique, dont le nom s'emploie lorsque le pape parle avec toute son autorité de successeur de saint Pierre (ce que l'on appelle « parler ex cathedra »). L'expression est bien plus ancienne et se retrouve dans la bouche Jésus « Les scribes et les pharisiens se sont assis dans la chaire de Moïse » (Mt 23,2).

## Description
Généralement sur pilier unique, mais parfois soutenues en encorbellement, les cuves des chaires de vérité sont adossées à un pilier de la nef. On y accède par des escaliers, parfois dissimulés à l’intérieur des murs. Les facettes extérieures des cuves sont décorées de personnages bibliques ou de la  primitive Église associés à l’enseignement ou au commentaire de la parole de Dieu : très fréquemment les quatre évangélistes et souvent les Pères de l'Église. Là où les chaires sont le plus élaborées, il n’est pas rare de voir au pied du pilier de la cuve une scène évangélique complète en bois sculpté : souvent Jésus lui-même enseignant aux enfants ou à la Samaritaine (Jn 4:1-26)

## Emplacement de la chaire dans une église

### Chaire intérieure

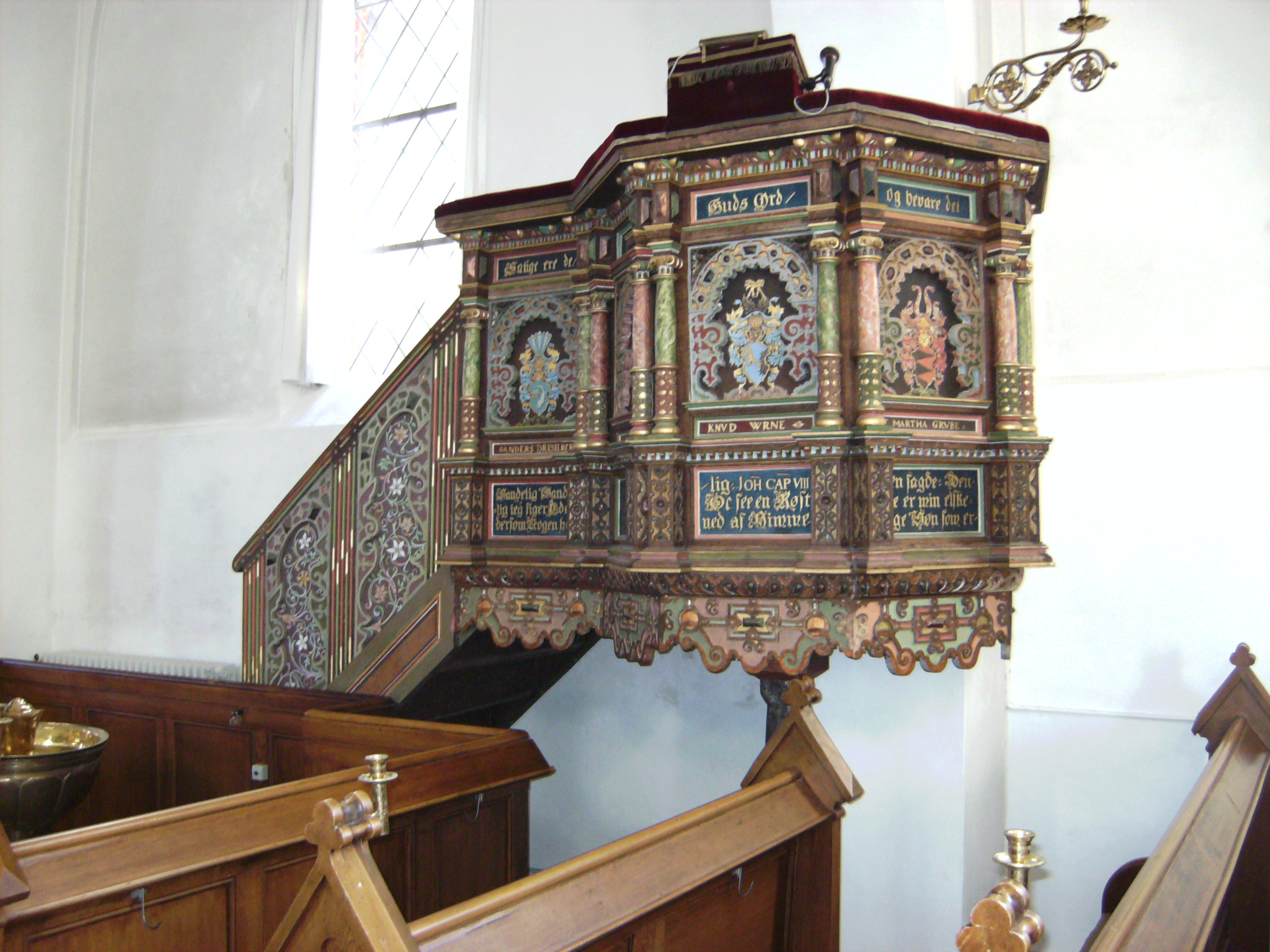
Chaire de l'église de Nysted, au Danemark.

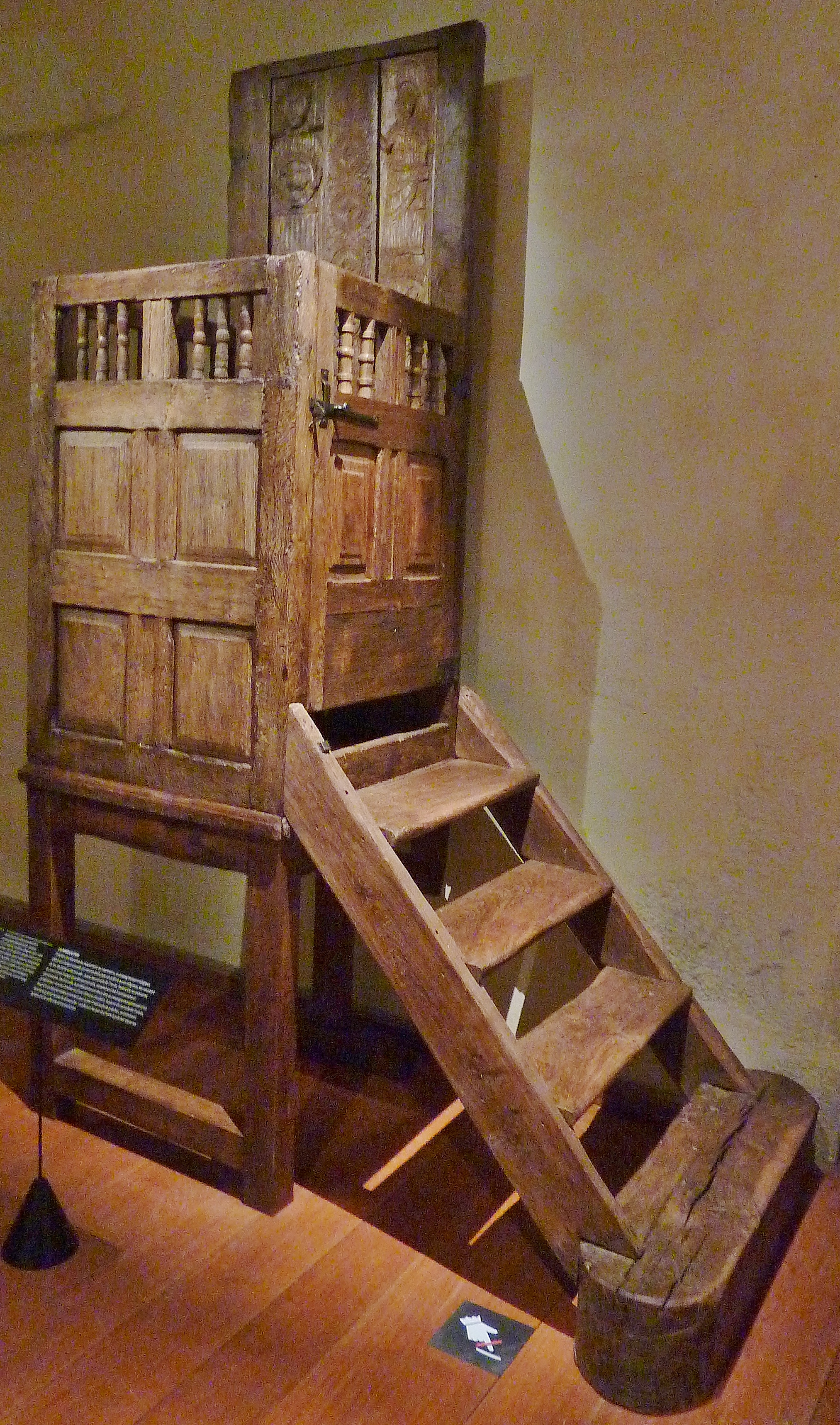
Chaire à prêcher mobile du XVIe siècle (chapelle Saint-Jacques, village de Saint-Léon en Merléac).

Architecturalement, une église est une grande salle qui peut recevoir un public nombreux, massé dans la nef (la partie longue de l'église). La chaire est un point d'où on peut s'adresser à ce public, à une époque où le microphone n'existait pas. Elle se trouve généralement au milieu de la nef, le long d'un mur ou contre un pilier, pour que le prédicateur puisse être entendu par le plus de monde possible.
Traditionnellement, elle est « du côté de l'Évangile » (donc à gauche pour l'observateur, côté nord si l'église est orientée) dans les églises normales. En revanche, dans les cathédrales, sa position normale est à l'opposé du siège épiscopal, donc à droite (sud de la nef). Dans les églises à jubé, celui-ci tenait primitivement le rôle de la chaire, donc celles qui s'y trouvent ont été rajoutées par la suite.
La chaire est constituée de la cuve qui constitue la place du prédicateur, et parfois d'un dossier qui à l'arrière relie la cuve à la partie supérieure appelée abat-voix.

### Chaire extérieure
Quelques rares églises possèdent une chaire extérieure (au bâtiment). Ainsi dans les édifices suivants :
- la collégiale Saint-Aubin de Guérande ;
- la cathédrale Saint-Pierre-et-Saint-Paul de Nantes ;
- la Scala Santa de Sainte-Anne-d'Auray ;
- l'église Notre-Dame de Vitré ;
- l'église San Giovanni alla Creta de Milan ;
- l'église Notre-Dame de Saint-Lô dans la Manche ;
- l'église Sainte-Marie de Tremmen en Allemagne ;
- l'église de la Madeleine de Merdrignac, dans les Côtes-d'Armor ;
- l'église Saint-Thomas-d'Aquin à Viterbe, dans le Latium ;
- chaire extérieure et calvaire de Pleubian, dans les Côtes-d'Armor ;
- l'église Saint-Jean-Baptiste à Le Guerno, dans le Morbihan ;
- une chaire est placée à l'extérieur de la cathédrale de Prato, pour les présentations ostentatoires du Sacro Cingolo à la foule des pèlerins ;
- l'église Sainte-Catherine du couvent des Récollets de Rouffach, dans le Haut-Rhin ;
- la basilique Santo Stefano à Bologne en Italie ;
- une chaire indépendante au sud de la basilique d'Avioth dans la Meuse ;
- le baptistère de Pistoia en Toscane ;
- la chapelle Notre-Dame du Haut à Ronchamp.
- l'église Saint-Aybert de Bléharies, Belgique.

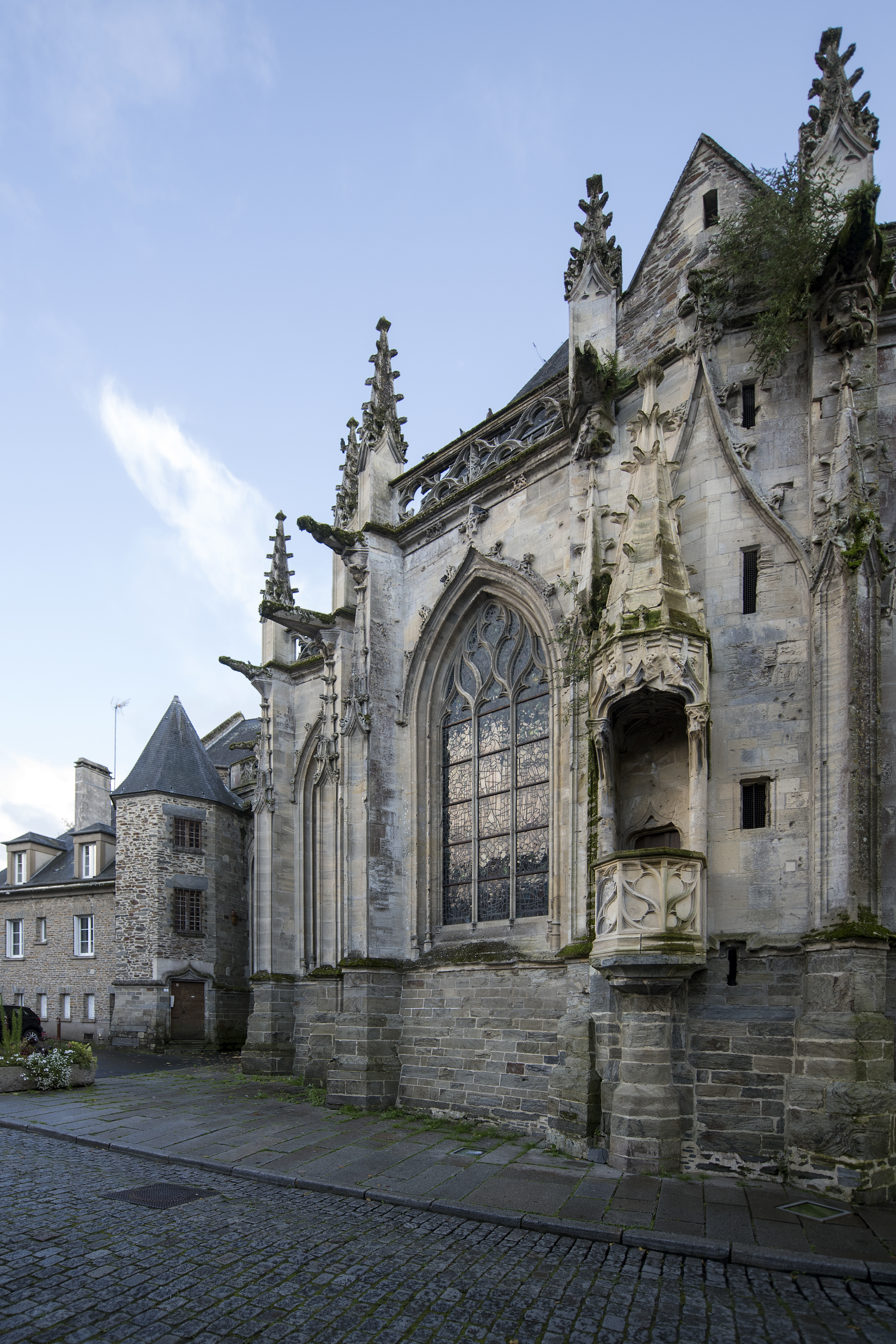
Chaire extérieure de Notre-Dame à Saint-Lô.
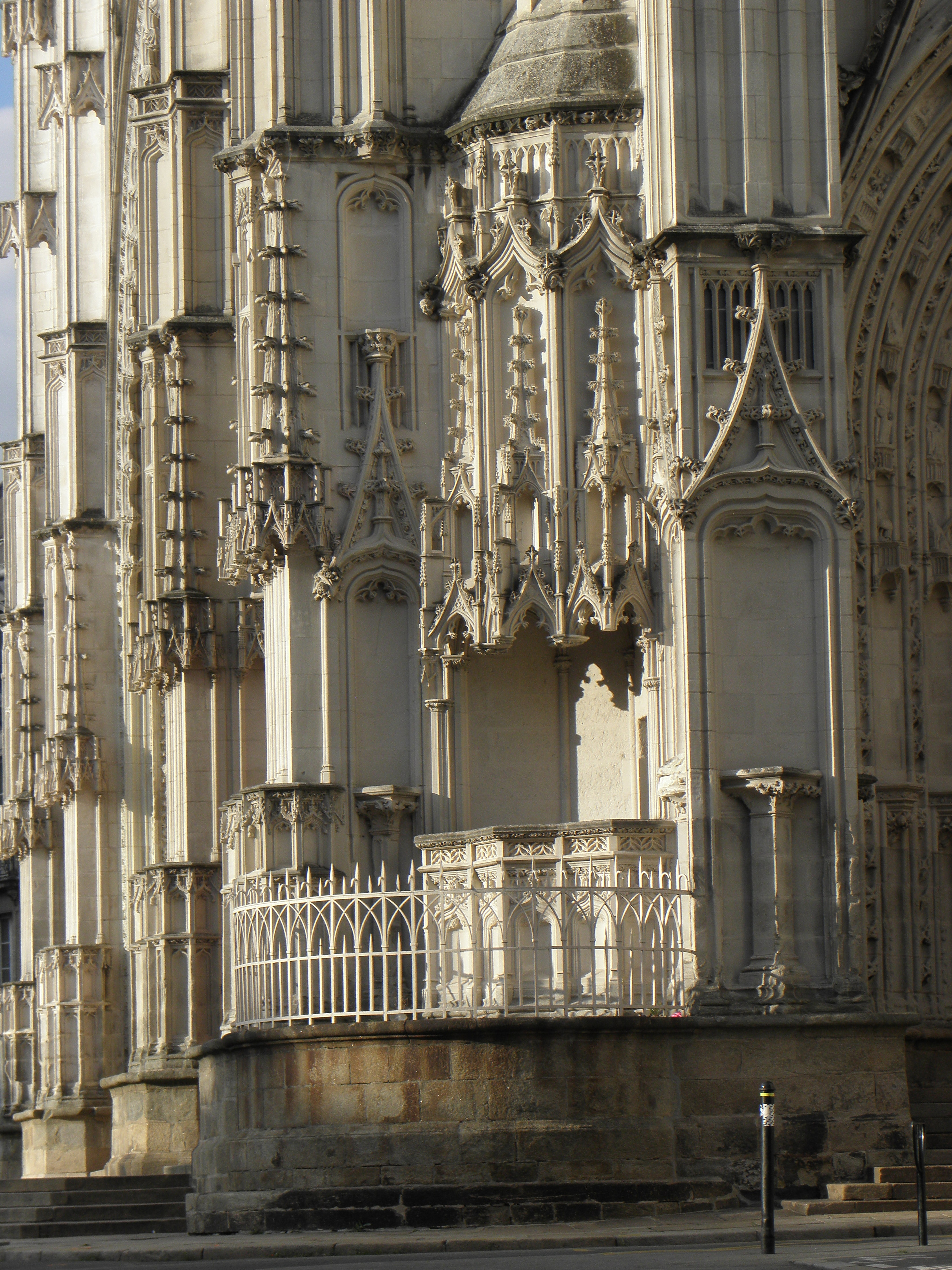
Chaire extérieure de la cathédrale Saint-Pierre-et-Saint-Paul de Nantes.
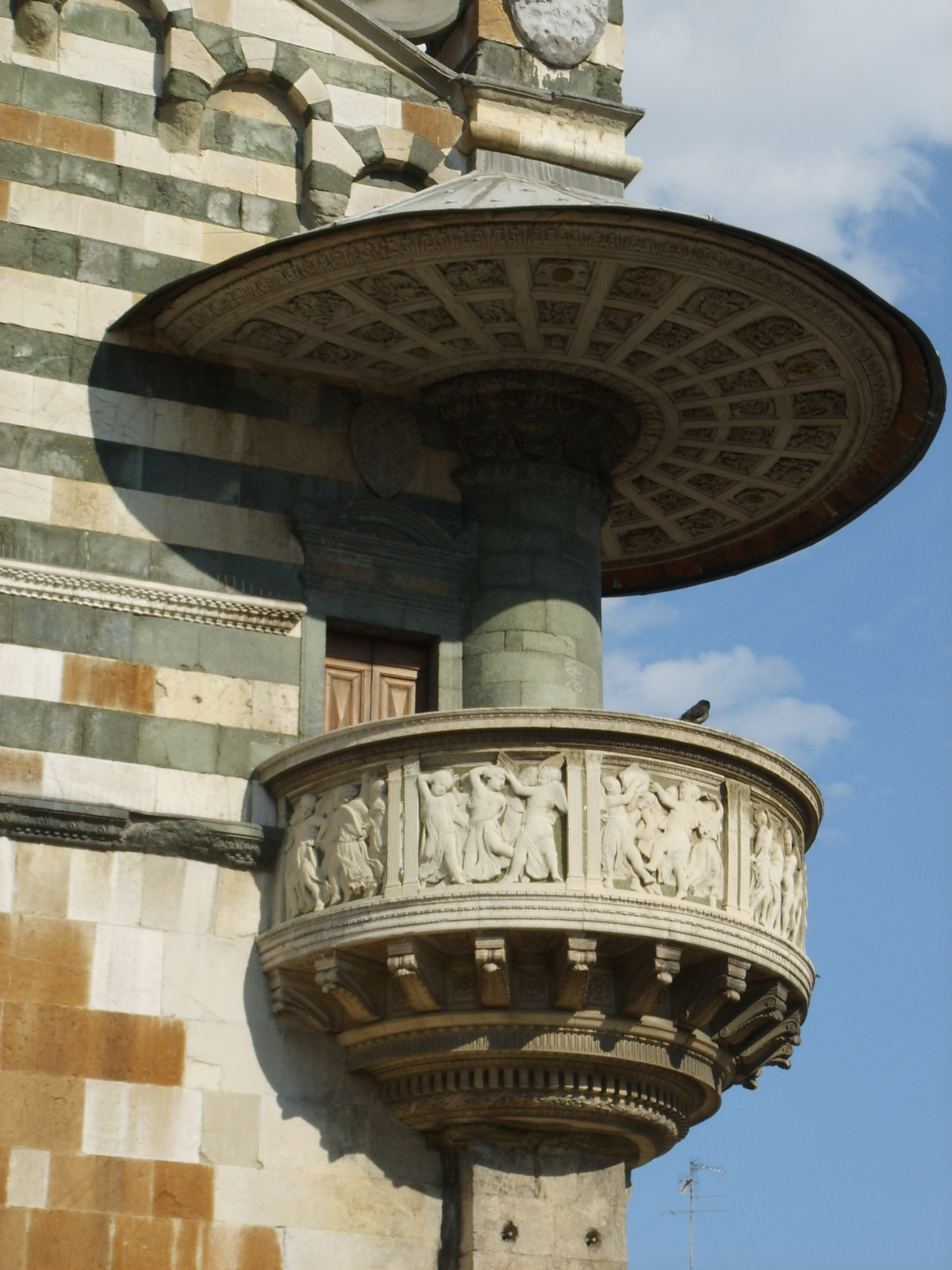
Chaire extérieure de Donatello et Michelozzo à Prato.
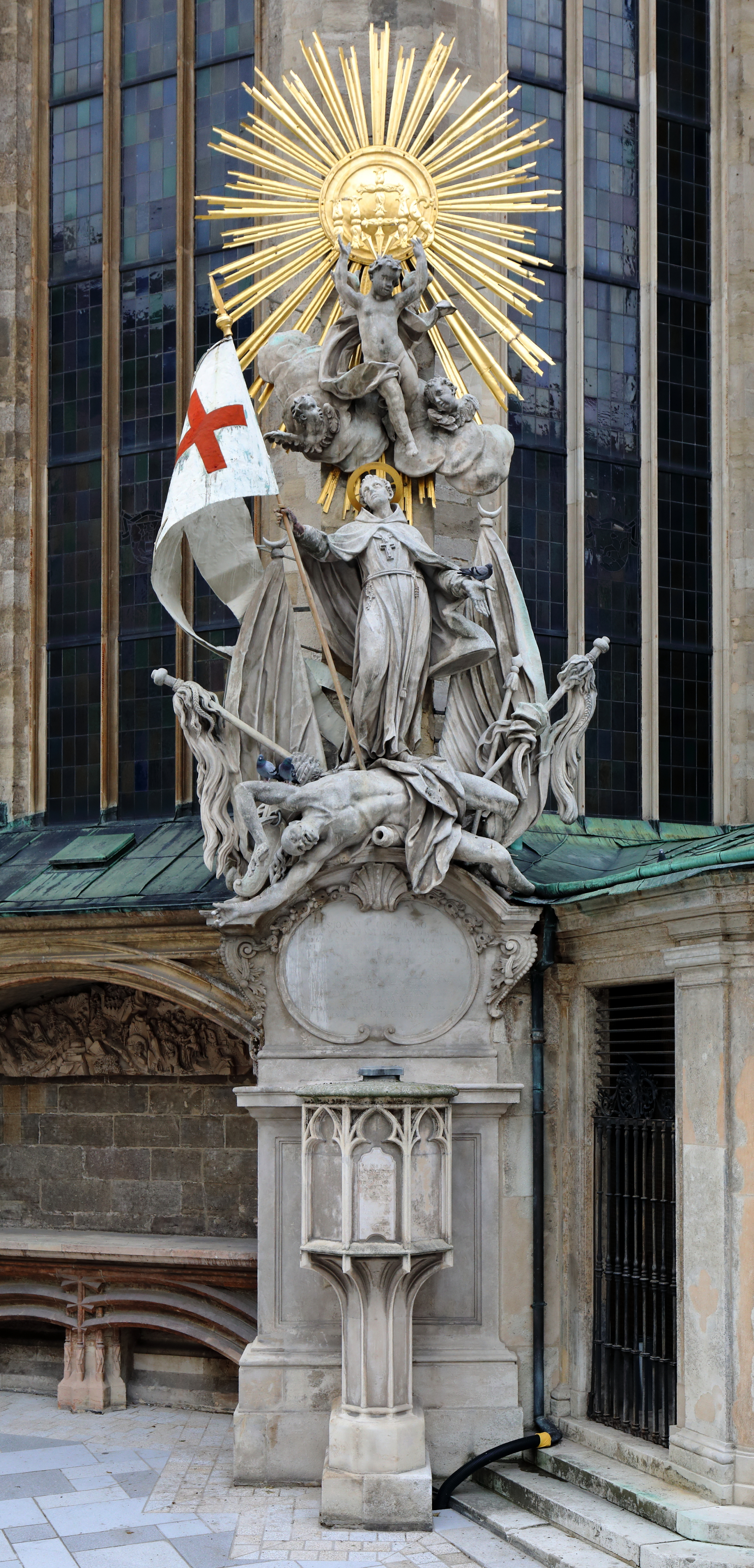
Chaire extérieure de Saint-Jean de Capistran à Vienne.
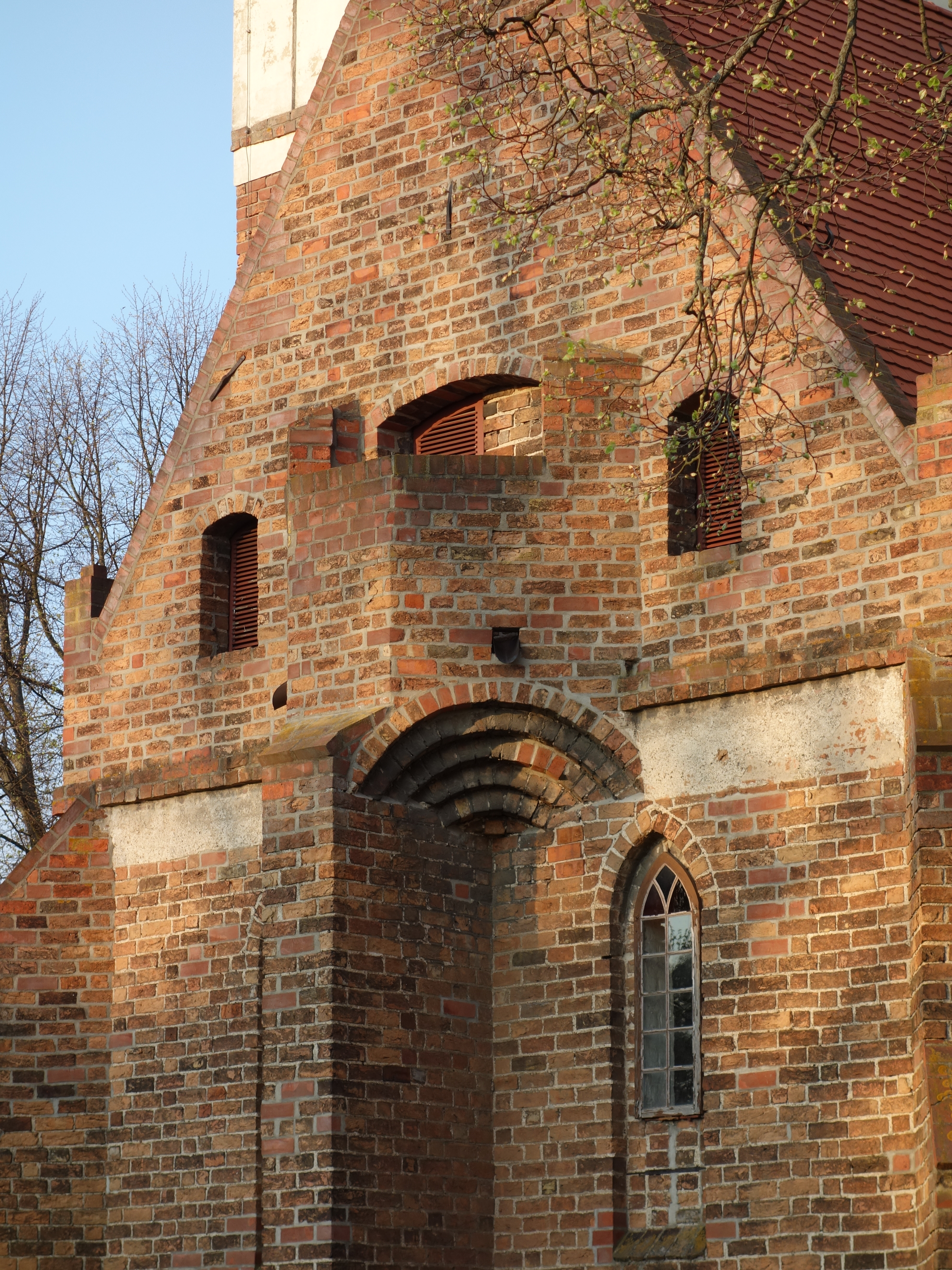
Chaire extérieure de Sainte-Marie de Tremmen.
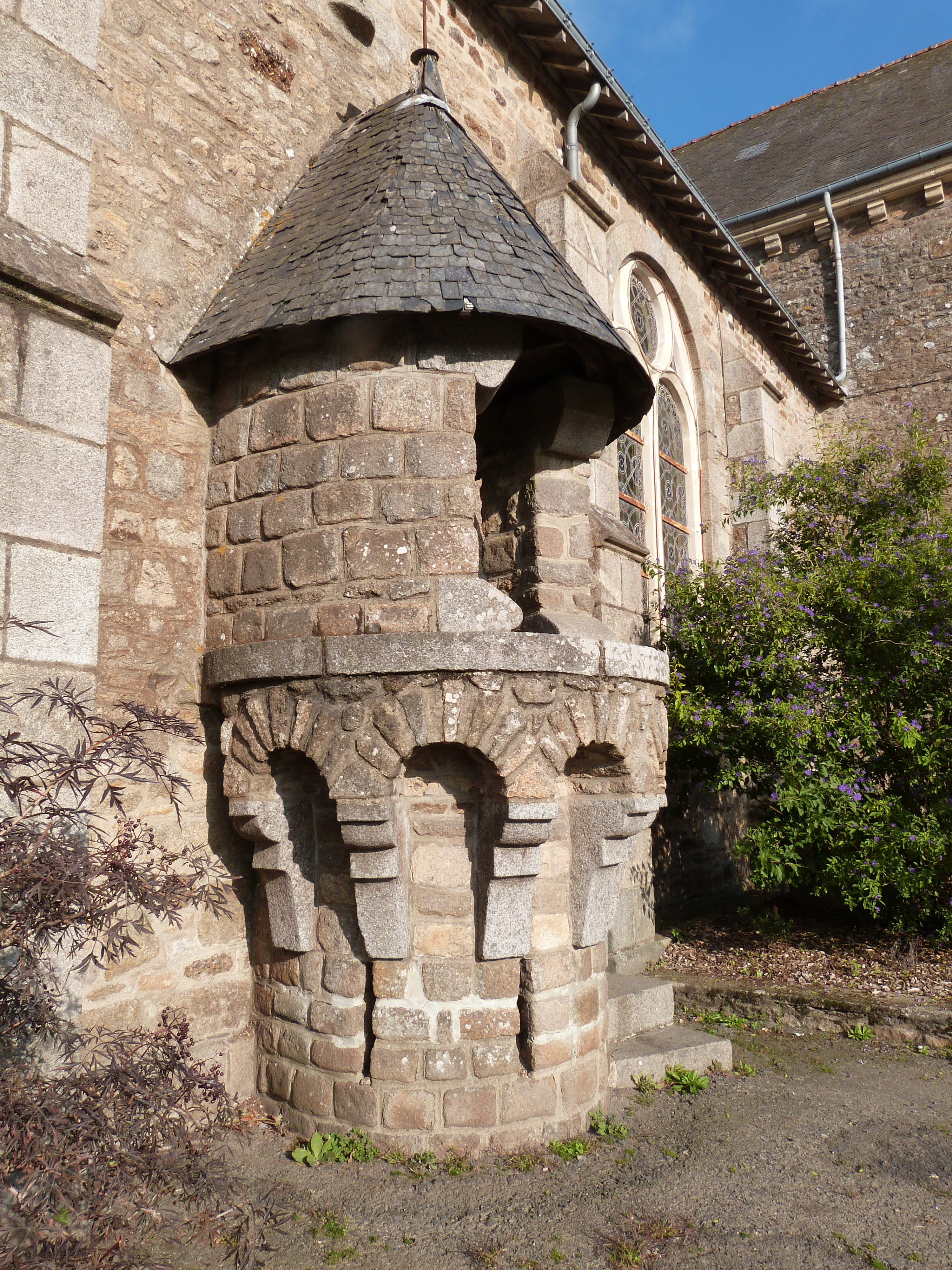
Chaire extérieure romane de l'église de La Madeleine de Merdrignac, Côtes-d'Armor.
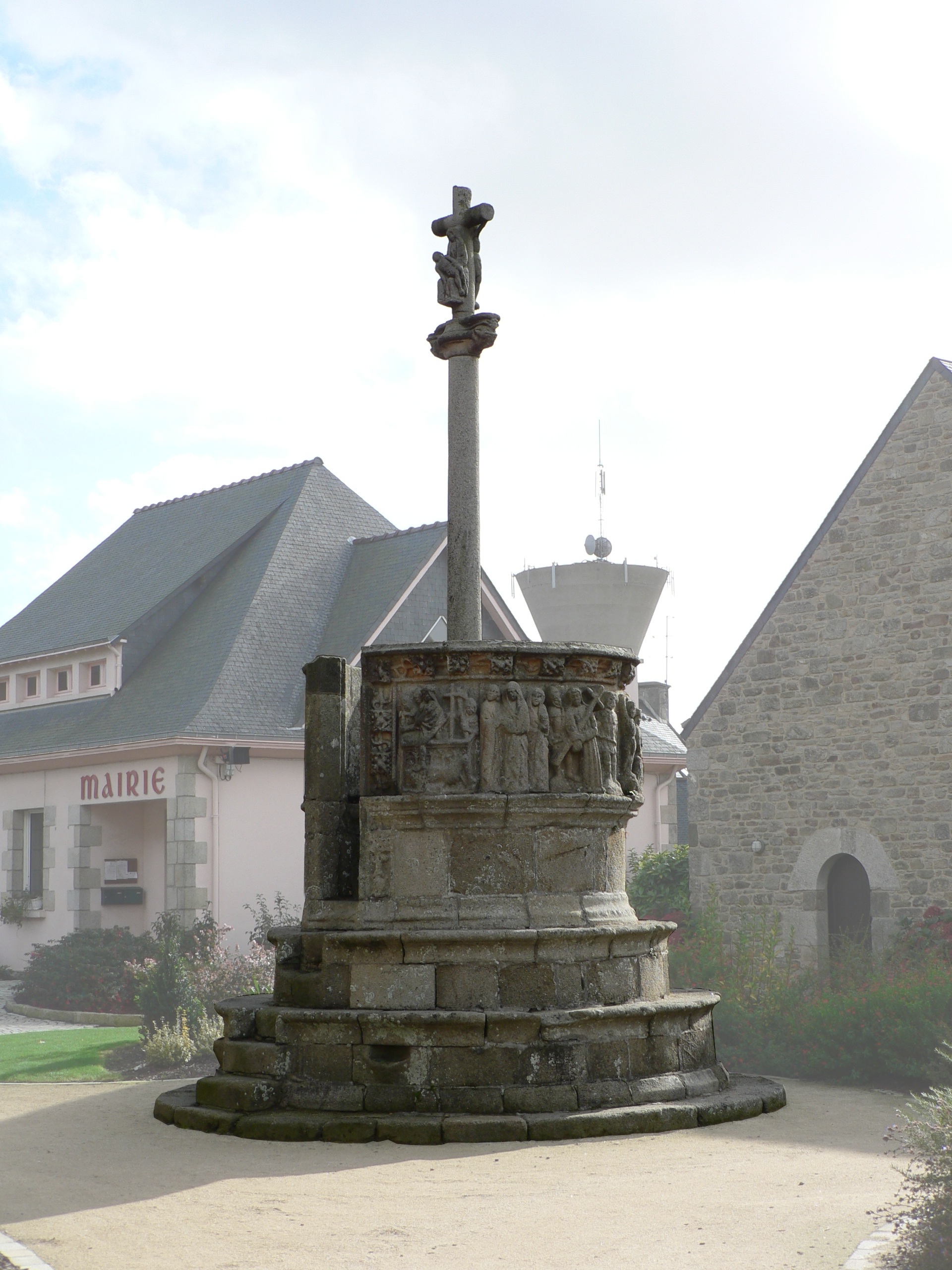
Chaire extérieure et calvaire de Pleubian, Côtes-d'Armor.
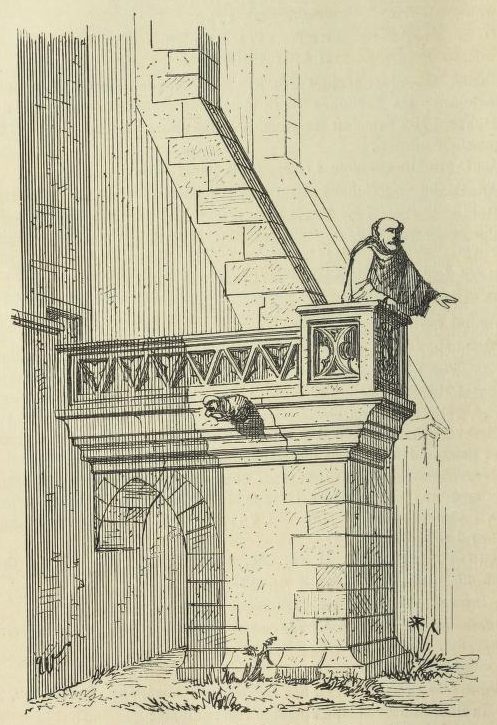
Chaire extérieure de Rouffach (dessin : Charles Winkler).
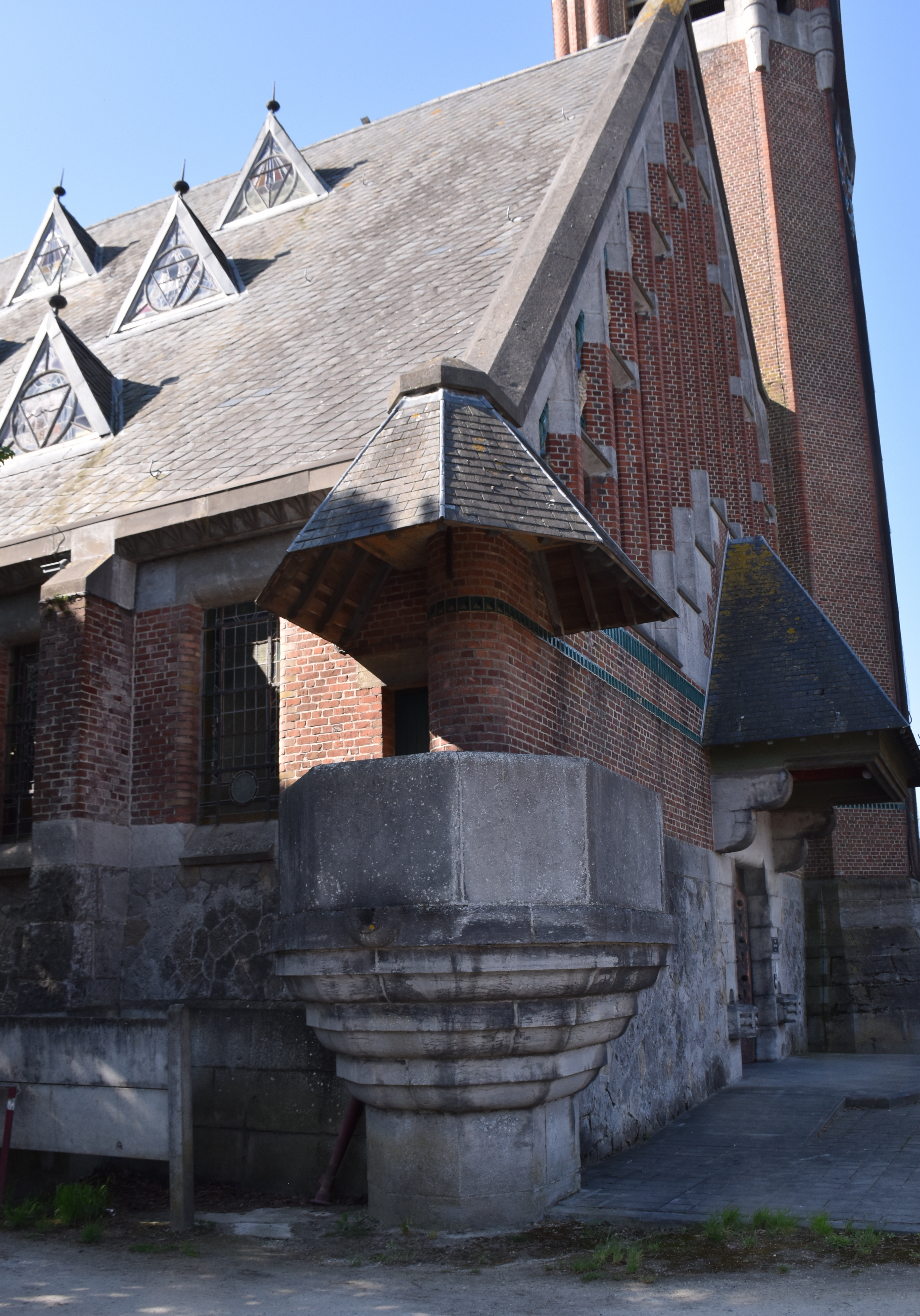
Chaire extérieure de l'église Saint-Aybert de Bléharies, Belgique.

## Chaire baroque
L'art baroque est pour l'architecture religieuse avant tout un art triomphant. Issu de la Contre-Réforme dans les pays catholiques, il met en scène les différents points de vue de l'église, dont la chaire est aussi un élément essentiel. Elle doit impressionner l'auditoire des fidèles. Elle est souvent surmontée sur l'abat-voix d'anges, de trompettes, d'instruments, etc. pour accompagner la parole et le prêche. La colombe du Saint-Esprit est souvent représentée pour symboliser l'inspiration divine du sermon, ainsi que le soleil de la Sainte-Trinité qui illumine les cœurs et les consciences.

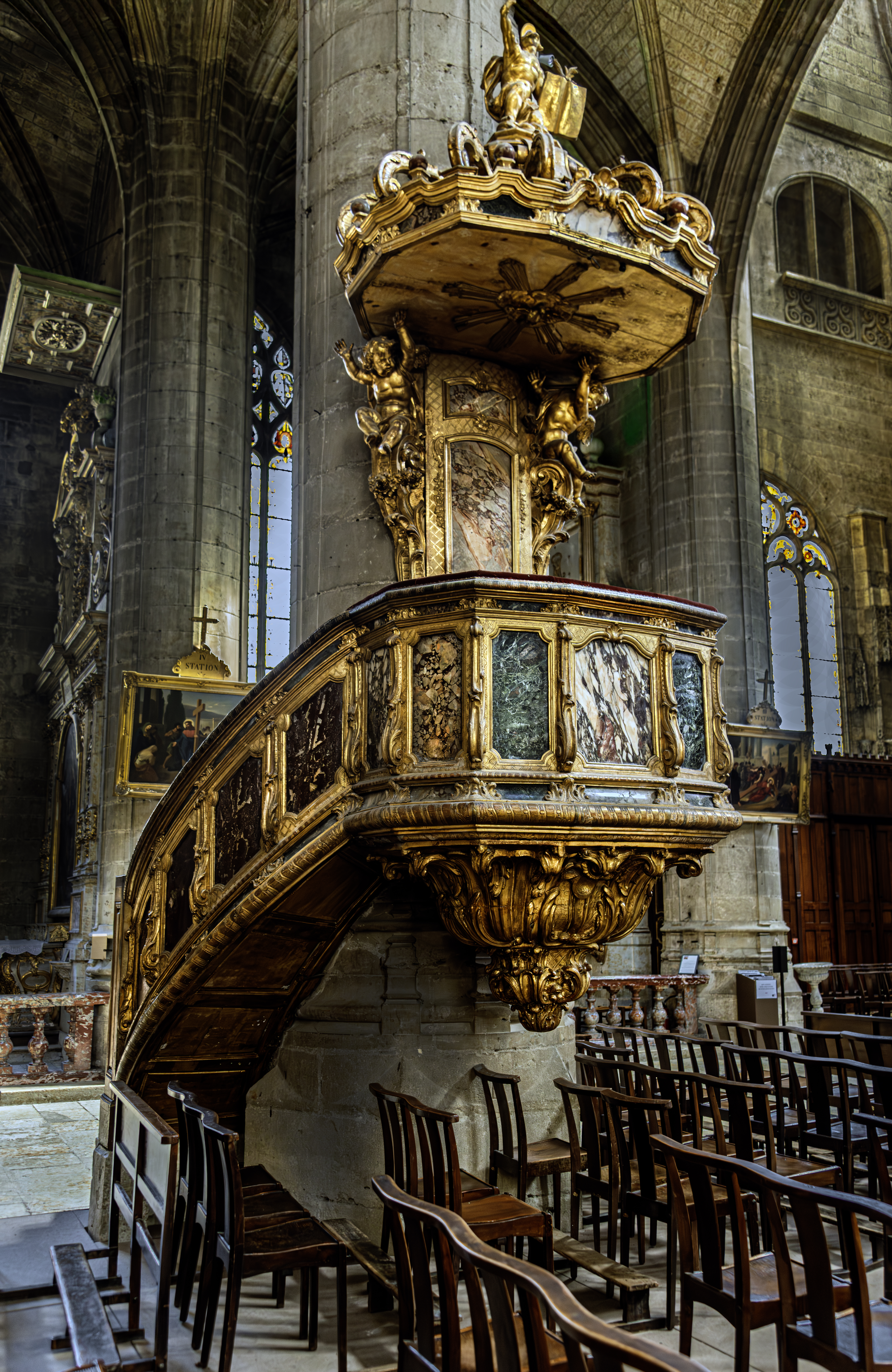
Chaire de la cathédrale Sainte-Marie d'Auch.
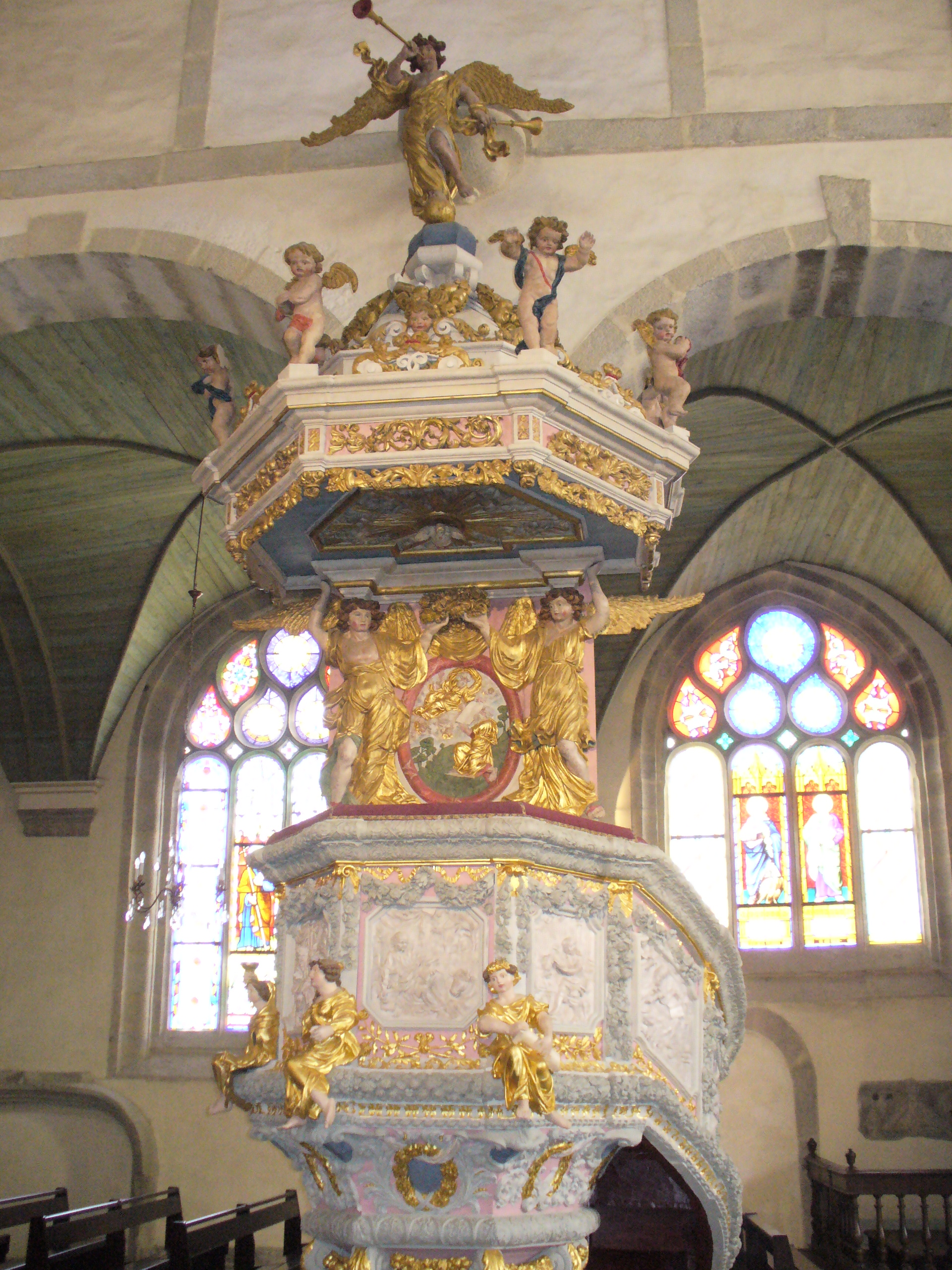
La chaire à prêcher de l'église de Saint-Thégonnec, en France.
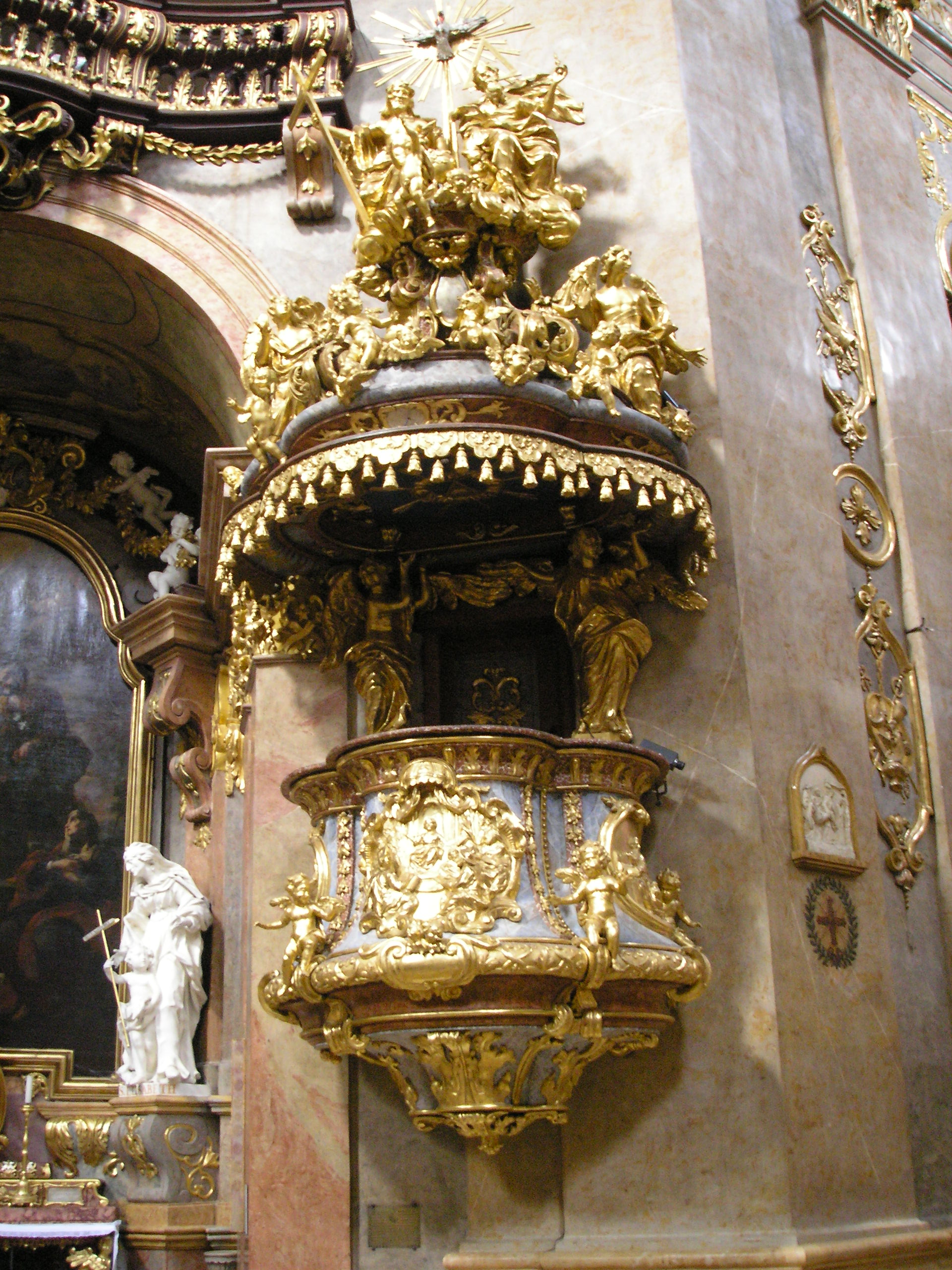
La chaire de l'église Saint-Pierre (Vienne, Autriche) surmontée de la Sainte-Trinité.
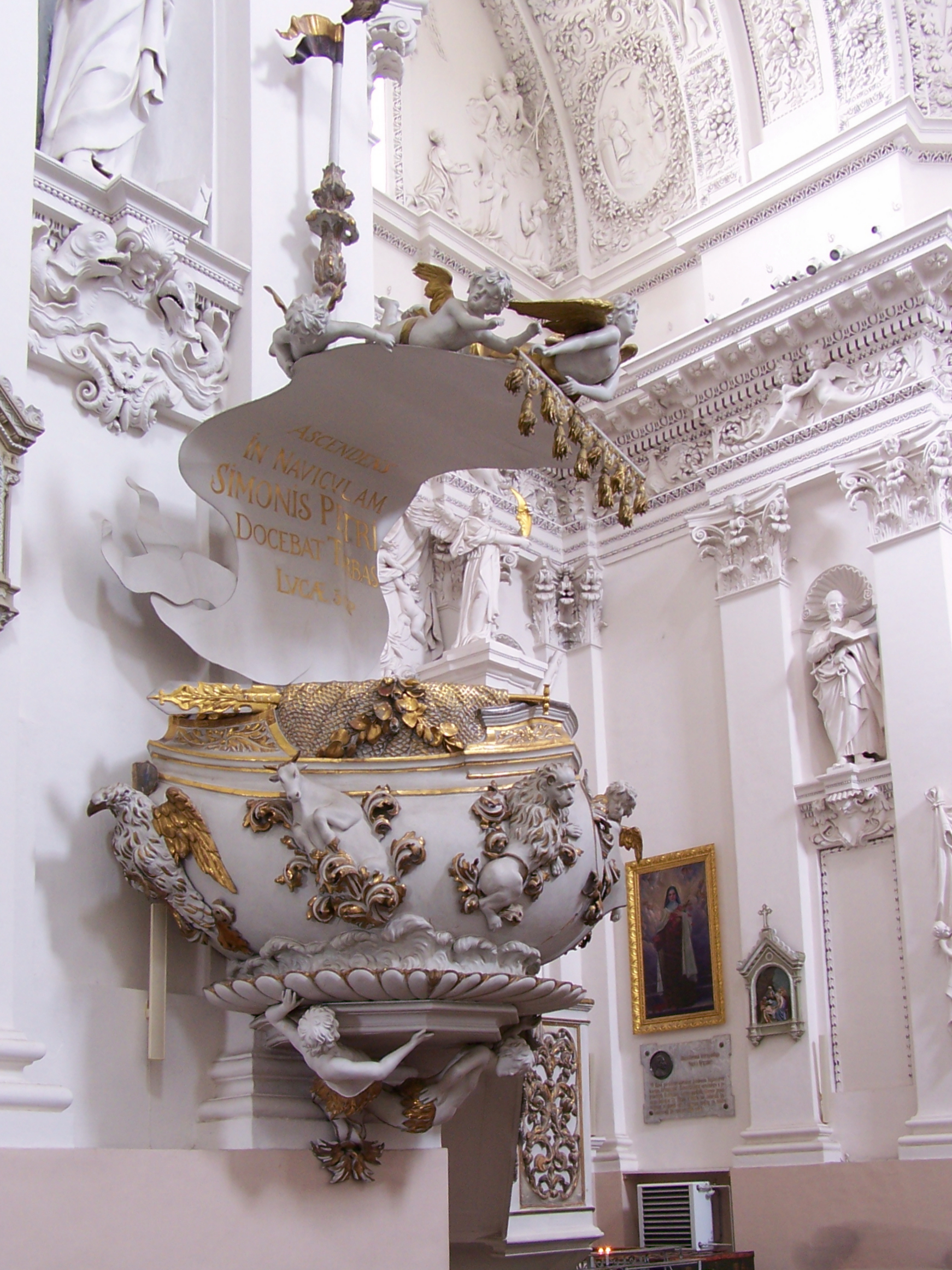
La chaire néo-baroque de l'église Saint-Pierre-et-Saint-Paul de Vilnius.
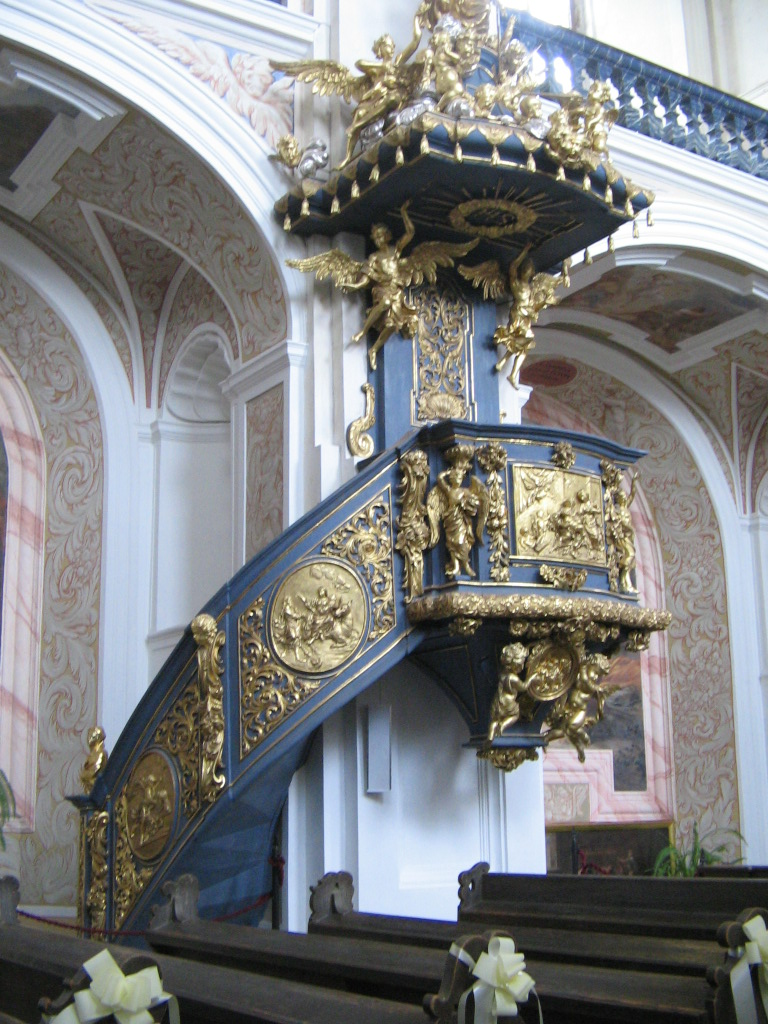
La chaire de l'église de l'abbaye de Grüssau.
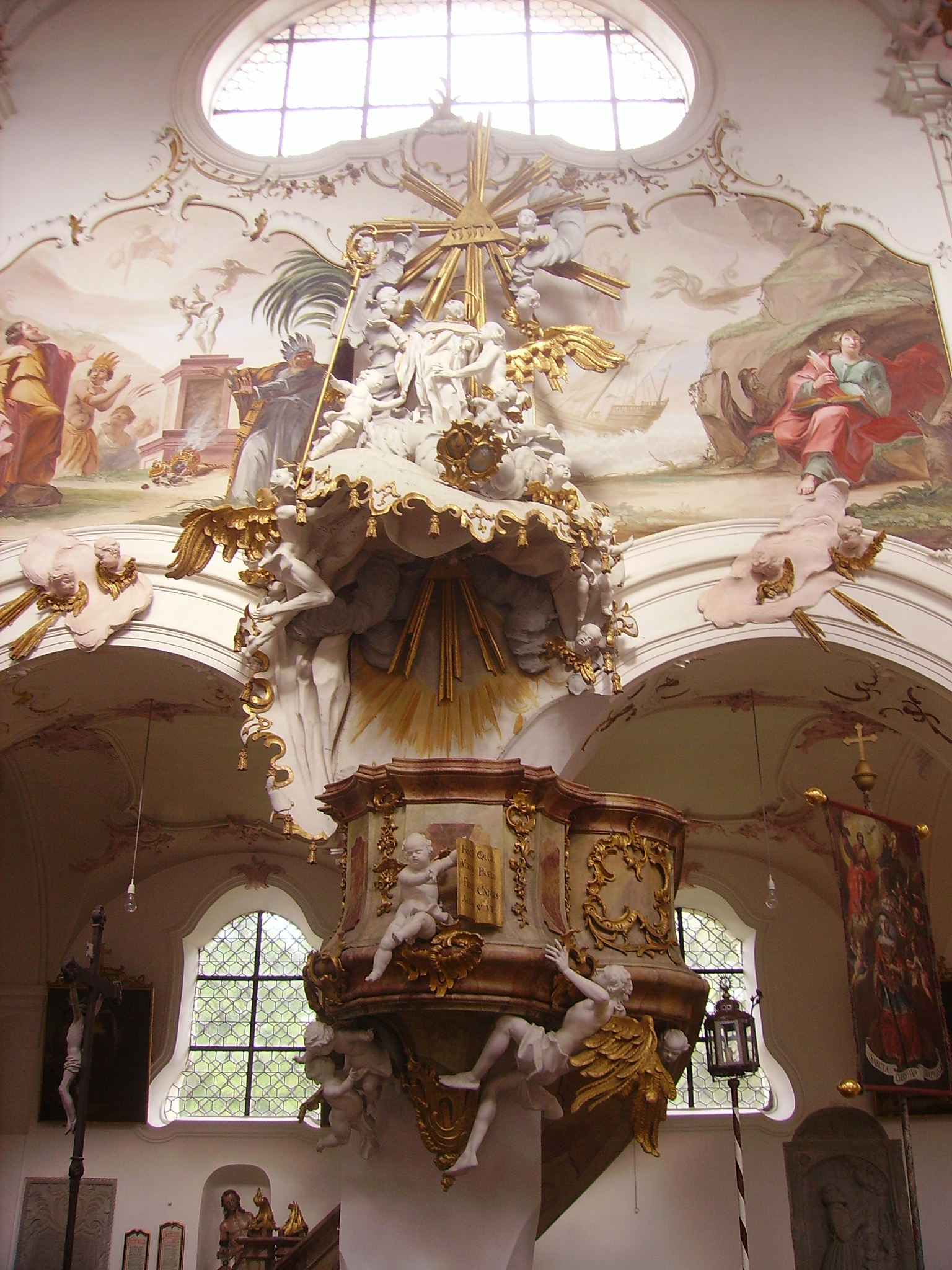
La chaire de l'église de Gutenzell en Haute-Souabe.
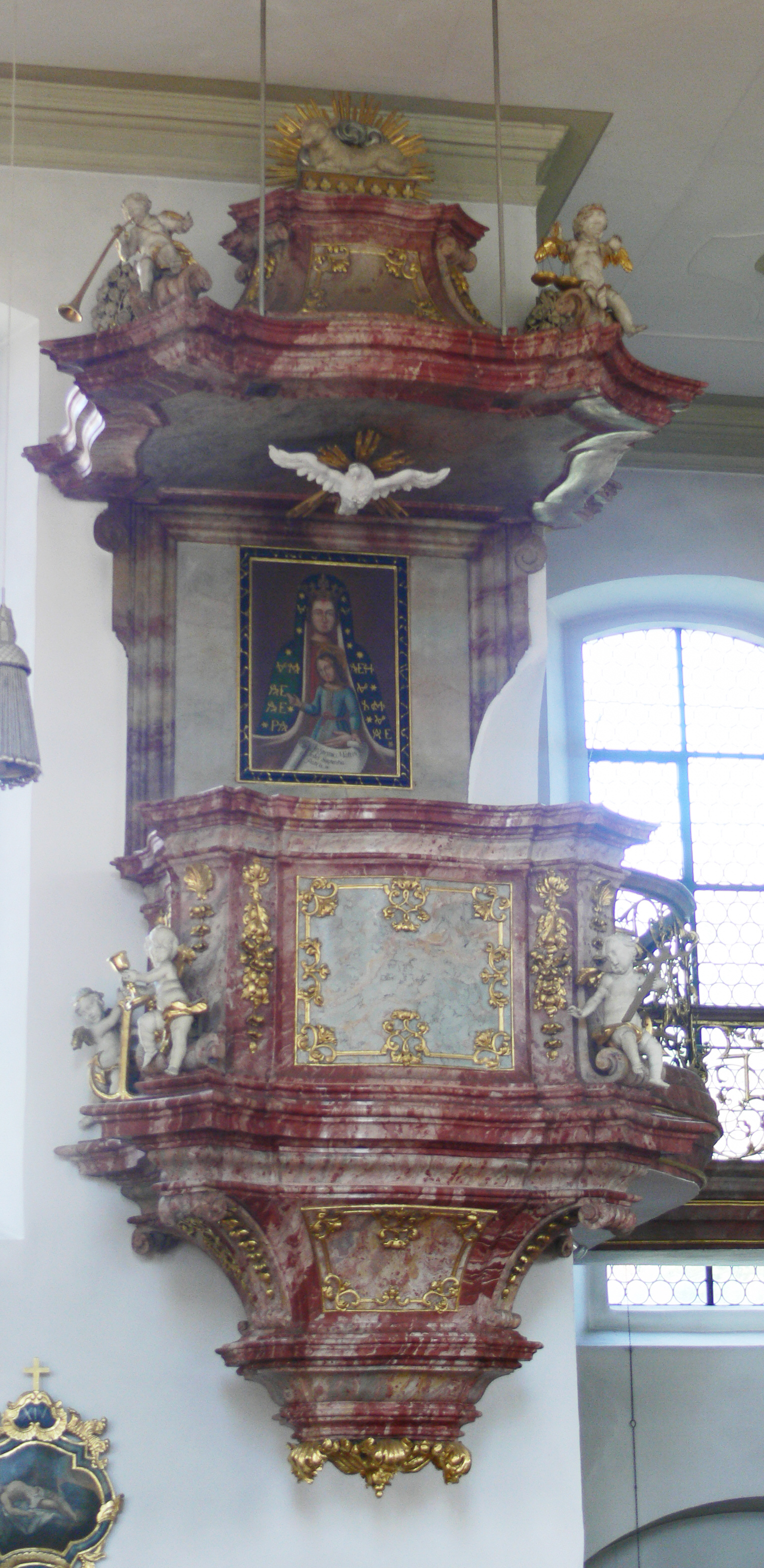
La chaire de l'église de pèlerinage de Bergatreute, près de Ratisbonne surmontée de la colombe du Saint-Esprit.
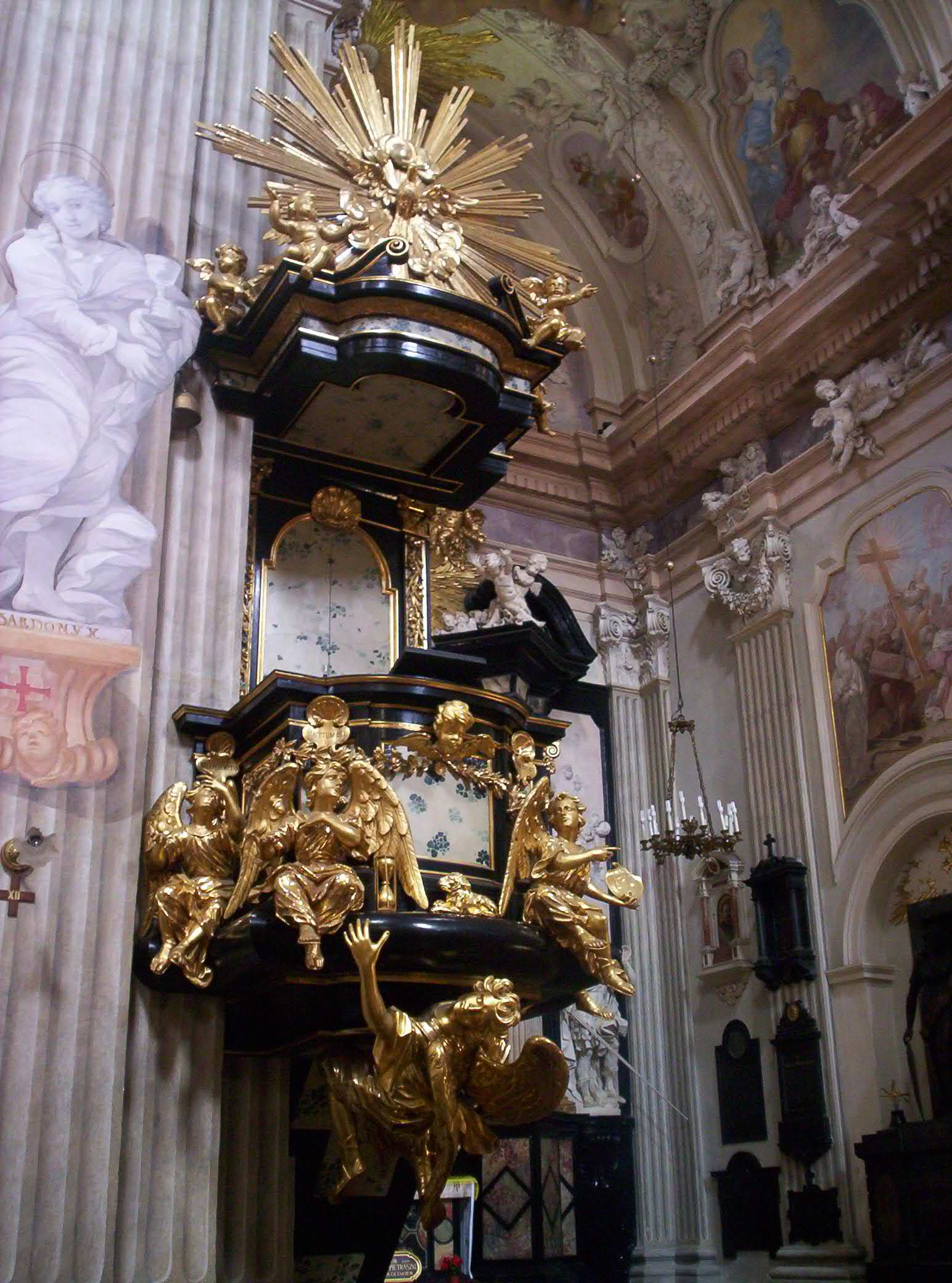
La chaire de la collégiale Sainte-Anne de Cracovie.
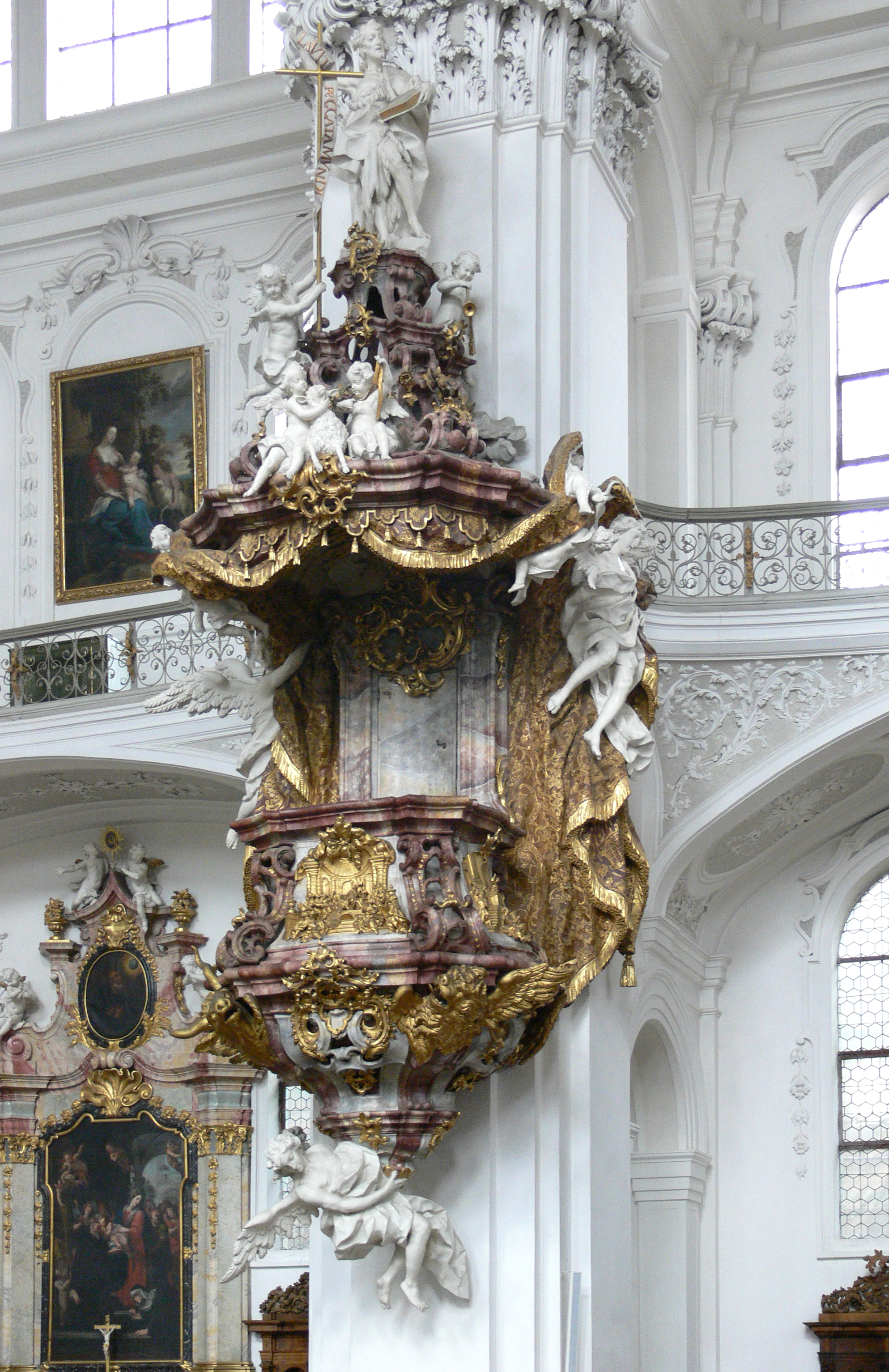
La chaire de la basilique de Weingarten entourée de draperies en trompe-l'œil.
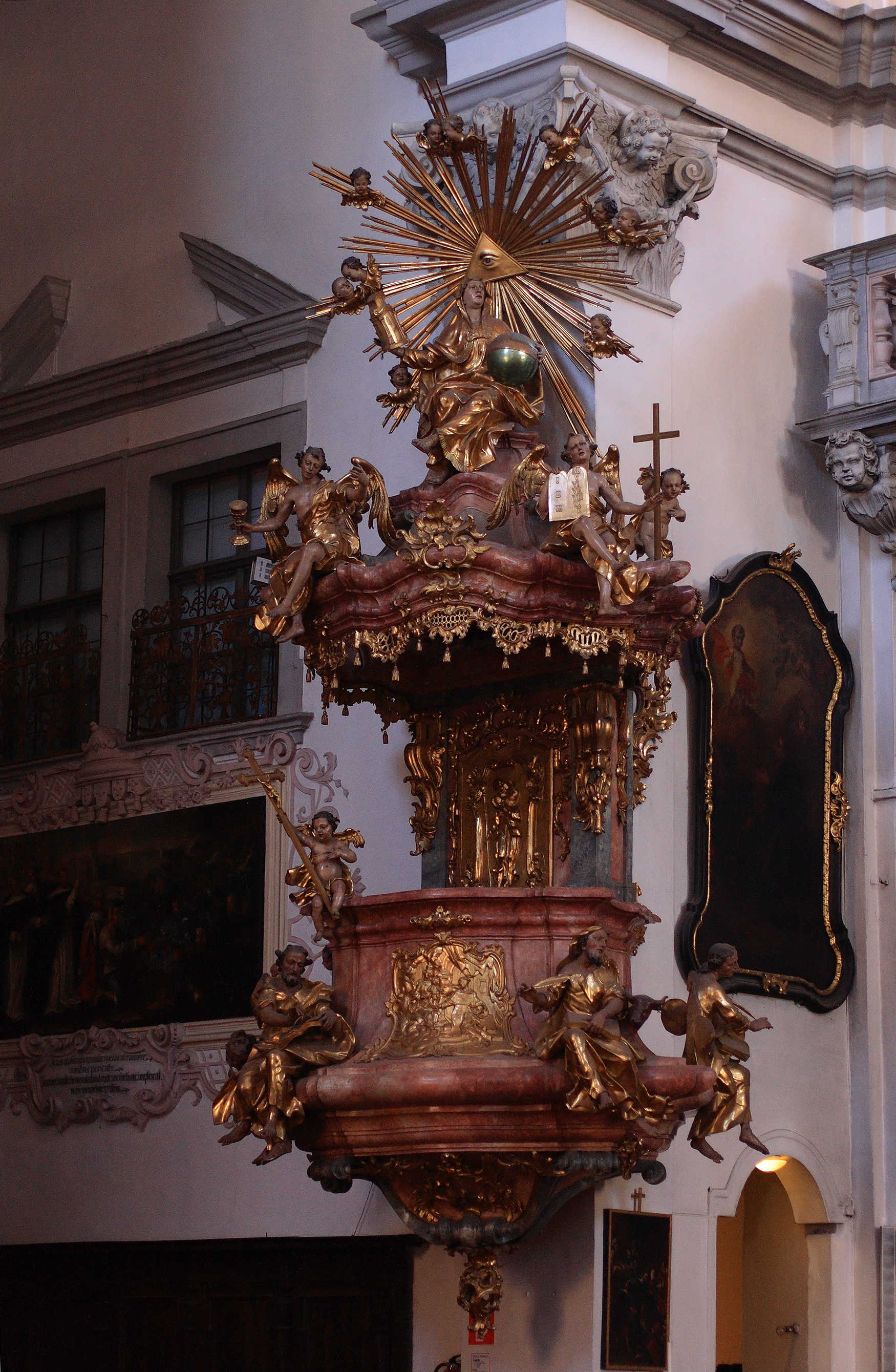
La chaire de l'église Sainte-Marie de Steyr.